# Балтазар
Балтазар (Бальтазар, Valiusa-russ, нар. 315 — пом. 390) — вождь гунів у 378–390 роках, син засновника європейської імперії гунів Валамберг, князь (каган) білих гунів.
Готська держава досягла найбільшої могутності саме за правління остготського короля Германаріха (350–375 рік) в другій половині IV століття. Готський історик Йордан, прославляючи його успіхи, писав про підкорення ним майже всіх племен Східної Європи, в тому числі й слов'ян-венедів. Роксолани в IV столітті мусили платити данину Германаріху і взяли участь у повстанні проти готів під проводом свого великого князя Баламира. За свідченнями Йордана, роксолани вчинили замах на Германаріха, так що він не міг особисто брати участь у війні з гунами і незабаром помер.
Слов'яно-сарматські племена, що входили до Антського союзу, перебували у складних відносинах протиборства з готами. У ІІІ-IV століттях н. е. в Північному Причорномор'ї вони сформували могутній військовий союз (гуни), з військовою силою якого вперше зіткнулося Готське королівство Германаріха близько 370 року.
Підкоривши аланів й долучивши до себе антів, гуни в 375 році напали на остготів й завоювали їх столицю Данарштадт, що знаходилось на місці сучасного Києва. Замість зруйнованих укріплень, згідно В. М. Татищеву, була заснована нова фортеця Ківи. Готи були повністю розгромлені гунами і антами близько 375 року, після чого частина остготів влилася до гунських військ і пішла з ними на захід, частина перейшла Дунай і приєдналася до вестготів, а невелика частина залишилися в Криму, де вони проіснували до кінця І тис. н. е. Згодом вестготи під натиском тих самих гунів змушені були переселитися до Римської імперії. Тоді готи вперше повідомили римлян, греків та інші народи Європи про гунів.
378 року гуни пішли на остготів під проводом короля Витимира. Тоді батько Балтазара одружився з дочкою переможеного короля готів, які пізніше повстали і вбили його.
У 378 році принц Балтазар стає Князем (царем) гунів. За два десятиліття імперія гунів розширилась від Кавказу до низов'я Дунаю.
Балтазар помер у 390 році і був похований на одному з пагорбів «Kijaw-uruss» (тепер Київ).
Після нього королем гунів східної частини імперії (північне Причорномор'я, український лісостеп, в тому числі й Київ) став полководець Донат,  західної частини імперії — Улдін.